# Любовь живёт три года (роман)
«Любовь живёт три года» (фр. L'amour dure trois ans) — роман Фредерика Бегбедера, посвящённый известной теории о том, что чувство влюблённости связано с определёнными гормонами (в романе речь идёт о дофамине). Когда работа мозга нормализуется и он возвращается к своему обычному ритму, гормоны прекращают стимулировать эмоциональную зависимость обоих партнёров друг от друга. Таким образом, возбуждение и сильная эмоциональная зависимость друг от друга проходят через три года, в связи с чем и страдает главный герой романа. Фредерик Бегбедер способствовал популяризации теории об изначальной конечности любой привязанности.

## Сюжет
Главный герой романа — журналист Марк Марронье (фр. Marc Marronnier), пишущий светскую хронику. Он уверен, что любовь живёт три года: сначала люди страстно любят друг друга, потом нежно и по-дружески, а потом им становится скучно. Причины таких взглядов, изложение занимает первую часть романа, кроются в том, что сам Марк никогда не любил больше трёх лет. Он женился на очень красивой девушке Анне (ещё в «Воспоминаниях необразумившегося молодого человека»), но на третьем году совместной жизни Анна стала вызывать чуть ли не отвращение, а он безумно влюбился в другую женщину — Алису. Алиса отвечала взаимностью, но жила с другим, поэтому могла встречаться с Марком только тайно. А тот, в свою очередь, совершенно уверен, что любовь закончится через три года и заранее предвидит разрыв. В конце романа главный герой пишет о том, что они с Алисой уже три года вместе и, хотя он со страхом ждёт трёхлетней годовщины совместной жизни, любовь по-прежнему жива. Герой думает, как глупа надуманная им самим теория о трёх годах, затем смотрит на часы и замечает, что три года ещё не прошло — осталась одна минута.